# ماهارانا براتاب
براتاب سينغ الأول (9 مايو 1540 - 19 يناير 1597)، المعروف شعبياً باسم ماهارانا براتاب، كان الملك الثالث عشر لميوار، وهي منطقة تقع في شمال غرب الهند في ولاية راجاستان الحالية.أطلق عليه لقب «موارى رنا» وكان بسبب مقاومته القوية لمملكته موار من الإمبراطور المغولي أكبر حتى وفاته في عام 1597.

## الطفولة والنسب
ولد ماهارانا براتاب في عائلة هندوسية راجبوت. ولد لأودي سينغ الثاني وجايوانتا باي. كان إخوته الأصغر سناً شاكتي سينغ وفيكرام سينغ وجاجمال سينغ. كان لدى براتاب أيضًا أختان غير متزوجتين: تشاند كانوار ومان كانوار. كان متزوجًا من أجابدي بونوار من بيجوليا وتزوج من 10 نساء أخريات وأنجبه 17 طفلاً من بينهم عمار سينغ. وهو ينتمي إلى عائلة موار الملكية. بعد وفاة أودي سينغ عام 1572، أرادت راني دير باي أن يخلفه ابنها جاجمال لكن كبار رجال البلاط فضلوا أن يكون براتاب، الابن الأكبر، ملكهم. سادت رغبة النبلاء.
توفي أودي سينغ في عام 1572، وصعد الأمير براتاب على العرش باسم ماهارانا براتاب، الحاكم الرابع والخمسين لموار في خط سيسوديا راجبوت. أقسم جاجمال على الانتقام وغادر لأجمر، لينضم إلى جيوش أكبر، وحصل على جاكر - بلدة جهزبور - مقابل مساعدته.

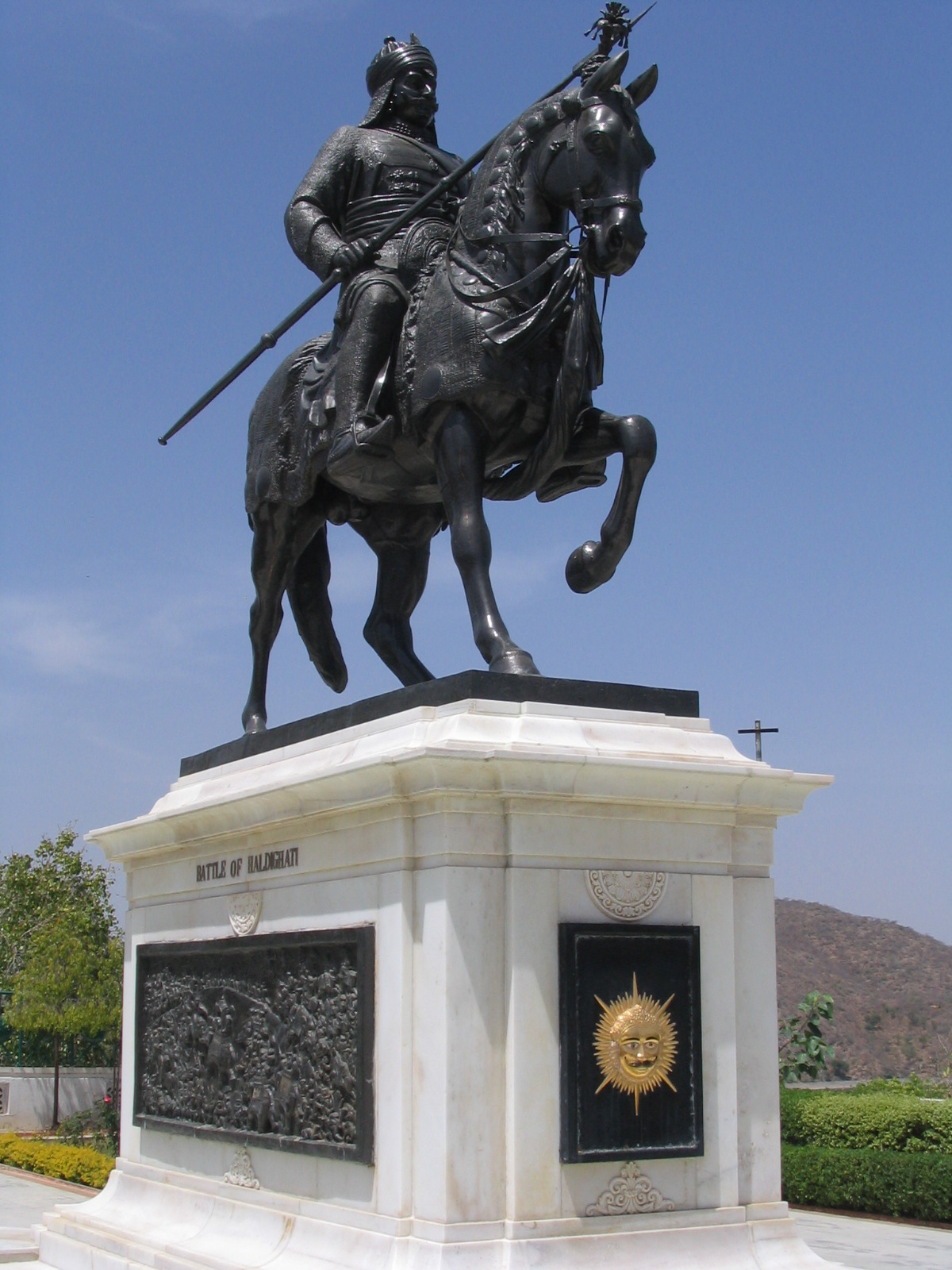
تمثال ماهارانا براتاب.

## الزوجات والاطفال
تزوج براتاب في حياته 11 امرأة وأنجب 17 طفلاً وخلفه ابنه الأكبر عمار سينغ.
قائمة الزوجات
1. اجابدي بونوار
2. أمارباي راثور
3. شمعاتي باي هادا
4. الامديباي شوهان
5. راتنافاتي باي بارمار
6. لاخاباي
7. جاسوباي شوهان
8. تشامباباي جانثي
9. سولانخي باي
10. فولباي راثور
11. خيشار العشبي

## المعارك وإعادة الفتح

### معركة هالديغاتي
اندلعت معركة هالديغاتي في 18 يونيو 1576 بين قوات براتاب سينغ وأكبر بقيادة مان سينغ الأول من عامر. انتصر المغول وأوقعوا خسائر كبيرة في صفوف الموارين لكنهم فشلوا في الاستيلاء على ماهارانا. كان موقع المعركة عبارة عن ممر جبلي ضيق في هالديغاتي بالقرب من غوغوندا، في العصر الحديث راجساماند في راجستان. أرسل براتاب سينغ قوة قوامها حوالي 3000 من سلاح الفرسان و 400 من رماة Bhil. كان المغول بقيادة مان سينغ من العنبر، الذي قاد جيشا قوامه حوالي 5000-10.000 رجل. بعد معركة شرسة استمرت أكثر من ست ساعات، وجد المهرانا نفسه مصابًا وخسر اليوم. تمكن من الفرار إلى التلال وعاش ليقاتل في يوم آخر.
كان هالديغاتي نصراً عقيماً للمغول، حيث لم يتمكنوا من القبض على براتاب سينغ، أو أي من أفراد أسرته المقربين في أودايبور. بمجرد أن تحول تركيز الإمبراطورية إلى الشمال الغربي، خرج براتاب وجيشه من الاختباء واستعادوا المناطق الغربية من سيطرته.

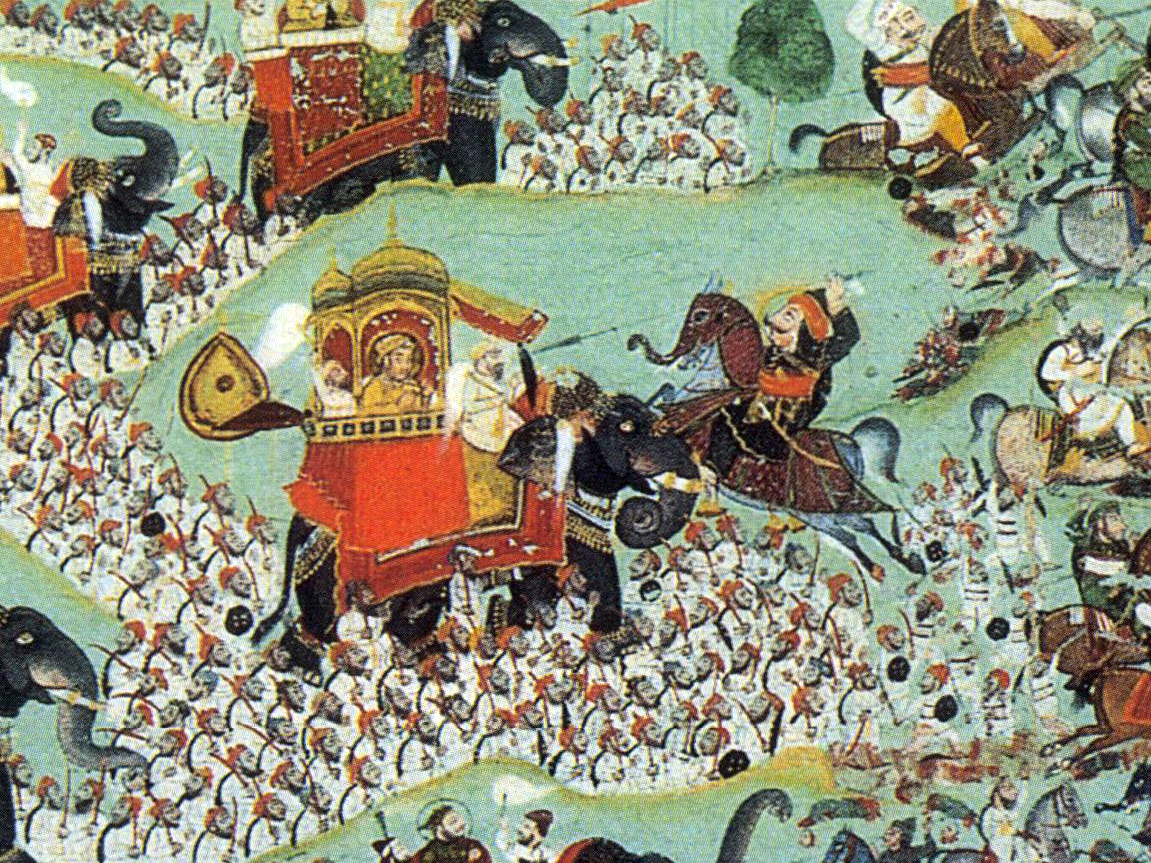

### معركة ديوار وتشابالي
فجأة، وصل جيش مهرانا إلى ديوار، وحدث تدافع في كتيبة مغول الهند. غادر جنود المغول الوادي بحثًا عن السهول وفروا إلى الممر الشمالي. اتبع مهرانا الجيش الجاري مع حاشيته. كان الطريق إلى الوادي شائكًا ووعراً لدرجة أن الجنود المغوليين الذين اعتادوا القتال في المعركة الميدانية أصبحوا مشوشين. أخيرًا، في الطرف الآخر من الوادي، حيث كان هناك بعض العرض وكان هناك أيضًا مصدر للنهر، استولى مهرانا عليهم. مغول الهند ضابط شرطة ديوار سلطان خان أمارسينغ يحاصره ويضربه بحربة حتى يعبر جسد الحصان ويمزق سلطانخان. طارت حياة الحصان والفارس بعيدا. قام مهرانا بالمثل بعمل بهلوخان وحصانه. قام زعيم راجبوت بقطع ساق الفيل الخلفية بسيفه. شارك Vijayashree Maharana في هذه الحرب.
ثبت أن انتصار مهرانا هذا كان فعالًا لدرجة أنه أدى إلى نهض مراكز الشرطة المغولية التي كانت في ميوار في حالة نشطة أو غير نشطة، ويقال أن عددها 36، من هنا. الجيش الإمبراطوري، الذي كان يكذب كالسجناء، قاتل واشتبك وجوع وفر نحو أراضي مغول الهند. حتى قبل عام 1585 م، أصبح أكبر غير مبالٍ بموار بسبب مشكلة الشمال الغربي، مما أعطى ماهارانا فرصة جيدة للانضمام إلى المصلحة العامة من خلال بناء عاصمة جديدة في شوند. غزو ديوار سجل مشرق في حياة ماهارانا. حيث كانت حرب هالديغاتي حرب نصر أخلاقي ومحاكمة، أصبحت حرب الطلاق الرابلي حربًا حاسمة. نتيجة لهذا الانتصار، تم تأسيس سلطة ماهارانا على كل موار. بمعنى ما، في معركة هالديغاتي، رد الراجبوت الدم في ديوار. أثبت غزو Divar أن شجاعة وعزم ماهارانا وكبرياء نسبهم كانت لا تقبل الجدل ولا تُمحى، كما أوضحت هذه الحرب أن القوة الأخلاقية لتضحية ماهارانا وروح التضحية هزمت السياسة الاستبدادية. أطلق العقيد تود على معركة هالديغاتي «ثيرموبولي» و «ميروثان». مثلما هزمت وحدة صغيرة مثل أثينا القوة الجبارة لـ بلاد فارس في «ميروثان»، هزمت دولة صغيرة مثل ميوار القوة العسكرية الهائلة لمملكة مغول الهند في ديوار. ستبقى قصة انتصار ماهارانا المنتصر دائمًا مصدر إلهام لبلدنا

### إعادة الاستيلاء
خف ضغط المغول على ميوار بعد 1579 بعد التمردات في البنغال وبيهار وتوغل ميرزا حكيم في البنجاب. في عام 1582، هاجم براتاب سينغ موقع مغول الهند واحتلاله في ديوير (أو داوير). وقد أدى ذلك إلى التصفية التلقائية لجميع المواقع العسكرية المغولية البالغ عددها 36 في موار. بعد هذه الهزيمة، أوقف أكبر حملاته العسكرية ضد موار. كان انتصار ديوير تتويجًا لمجد ماهارانا، حيث وصفه جيمس تود بأنه «ماراثون ميوار». في عام 1585، انتقل أكبر إلى لاهور وبقي هناك لمدة اثني عشر عامًا تالية يراقب الوضع في الشمال الغربي. لم يتم إرسال أي بعثة مغولية كبرى إلى ميوار خلال هذه الفترة. مستغلاً الوضع، استعاد براتاب منطقة ميوار الغربية بما في ذلك كومبالغاره وأودايبور وجوغوندا. خلال هذه الفترة، بنى أيضًا عاصمة جديدة، شافاند، بالقرب من دونغاربور الحديثة.

## الموت
وبحسب ما ورد، توفي براتاب متأثراً بجروح أصيب بها في حادث صيد، في تشافاند في 19 يناير 1597، عن عمر يناهز 56 عامًا. وخلفه ابنه الأكبر، أمار سينغ الأول. لاستعادة مملكتهم.